# Argentona
Argentona est une commune de la province de Barcelone, en Catalogne, en Espagne, de la comarque de Maresme

## Personnalités liées à la commune
- Lluís Bonet (1893-1993), architecte catalan[1];
- Mireia Oriol (1996-), actrice catalane[2].